# Grote Markt (Bergen)

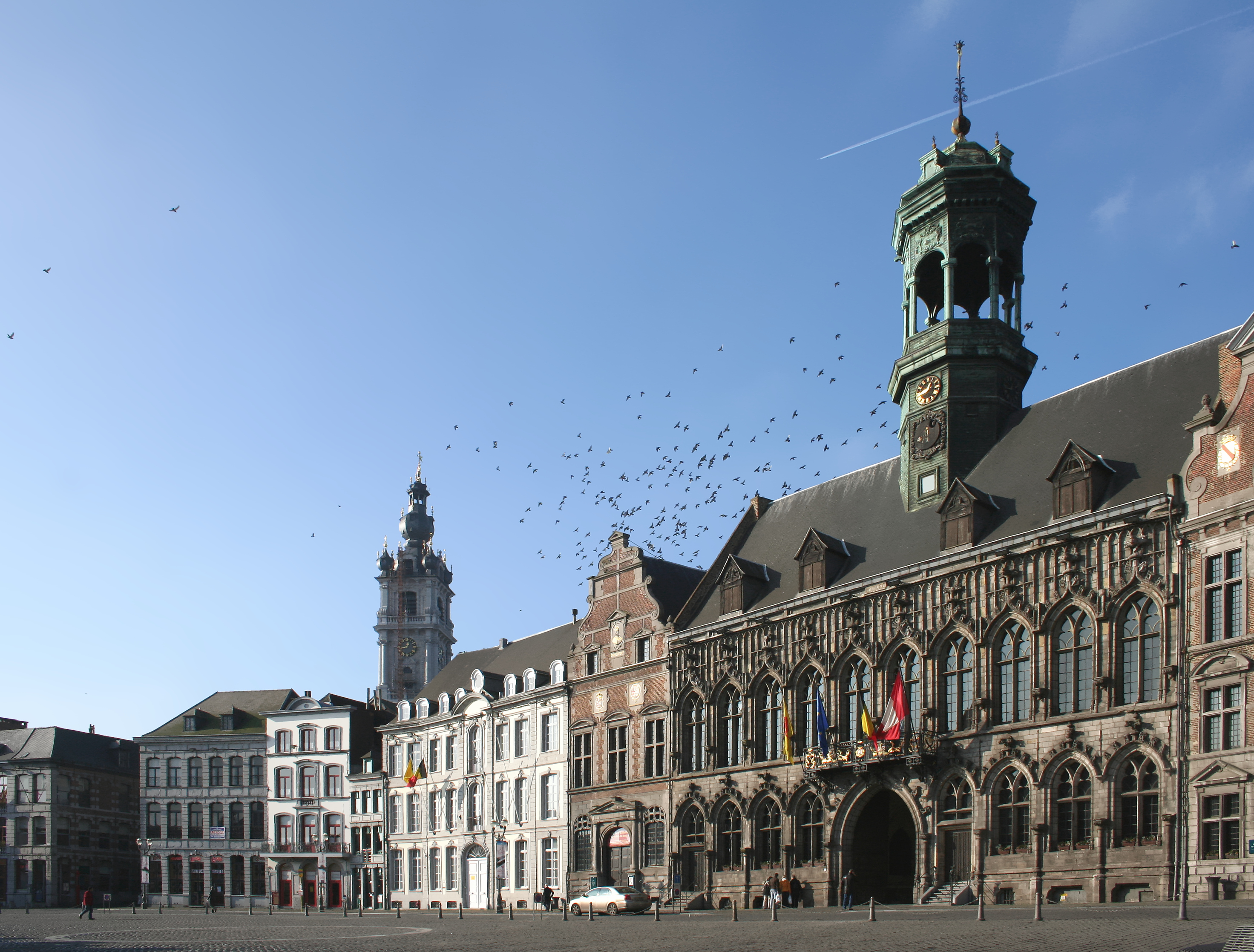
De Grote Markt, Bergen

De Grote Markt van Bergen (Frans: Mons), in de Belgische provincie Henegouwen (Frans: Hainaut), is zeer ruim van opzet en qua bouwstijl is het vergelijkbaar met andere Vlaamse marktpleinen. Behalve als markt deed het vroeger ook dienst als executieplaats.